# Blepisanis aterrima
Blepisanis aterrima är en skalbaggsart som först beskrevs av Stefan von Breuning 1951.  Blepisanis aterrima ingår i släktet Blepisanis och familjen långhorningar.
Artens utbredningsområde är Angola. Inga underarter finns listade.